# Dongmoa oshimensis
Dongmoa oshimensis is een hooiwagen uit de familie Podoctidae.